# Achaearanea
Achaearanea is een geslacht van spinnen uit de  familie van de Theridiidae (kogelspinnen).

## Soorten
- Achaearanea alboinsignita Locket, 1980
- Achaearanea budana Tikader, 1970
- Achaearanea dalana Buckup & Marques, 1991
- Achaearanea dea Buckup & Marques, 2006
- Achaearanea digitus Buckup & Marques, 2006
- Achaearanea diglipuriensis Tikader, 1977
- Achaearanea disparata Denis, 1965
- Achaearanea diversipes (Rainbow, 1920)
- Achaearanea dubitabilis Wunderlich, 1987
- Achaearanea durgae Tikader, 1970
- Achaearanea epicosma (Rainbow, 1920)
- Achaearanea extrilida (Keyserling, 1890)
- Achaearanea extumida Xing, Gao & Zhu, 1994
- Achaearanea globispira Henschel & Jocqué, 1994
- Achaearanea hieroglyphica (Mello-Leitão, 1940)
- Achaearanea inopinata Brignoli, 1972
- Achaearanea machaera Levi, 1959
- Achaearanea maricaoensis (Bryant, 1942)
- Achaearanea micratula (Banks, 1909)
- Achaearanea nigrodecorata (Rainbow, 1920)
- Achaearanea nigrovittata (Keyserling, 1884)
- Achaearanea palgongensis Seo, 1993
- Achaearanea propera (Keyserling, 1890)
- Achaearanea septemguttata (Simon, 1909)
- Achaearanea simaoica Zhu, 1998
- Achaearanea taim Buckup & Marques, 2006
- Achaearanea tingo Levi, 1963
- Achaearanea trapezoidalis (Taczanowski, 1873)
- Achaearanea triangularis Patel, 2005
- Achaearanea triguttata (Keyserling, 1891)